# Парулава, Зураб Иродиевич
Зураб Иродиевич Парулава (29 мая 1960 — 24 марта 2023) — советский и российский футболист, защитник.

## Биография
В 1980-е годы выступал во второй лиге СССР за «Гастелло» (Уфа) и «Динамо» (Сухуми), сыграл в общей сложности более 200 матчей.
После выхода грузинских команд из чемпионата СССР в 1990 году стал выступать за «Цхуми». За четыре следующих сезона в чемпионате Грузии сыграл 101 матч. Становился серебряным призёром чемпионата страны (1991/92) и двукратным финалистом Кубка Грузии (1990 и 1991/92).
В 1993 году вернулся в Уфу и выступал за местную команду («КДС Самрау», «Эстель», «Агидель», «Строитель»), сначала во второй и третьей лигах, затем в любительских соревнованиях. Всего за уфимский клуб в соревнованиях профессионалов (мастеров) сыграл не менее 197 матчей.
В ходе сезона 2002 года возглавил уфимский «Строитель», сменив Сергея Максимова. Был отправлен в отставку в первом круге сезона-2003, после поражения от «Алнаса». Затем работал президентом любительского клуба «Таксист» (Уфа) и команды «Башинформсвязь-Динамо».

## Личная жизнь
Отец, Иродий Акакиевич Парулава (род. 1932) тоже был футболистом, более 10 лет отыграл за уфимский «Строитель» в 1950-е и 1960-е годы. Брат Мераб (род. 1972) сыграл один матч на профессиональном уровне за «Строитель».